# Сапіндові
Сапіндові (Sapindaceae) — родина квіткових рослин порядку сапіндоцвіті (Sapindales). Містить близько 140—150 родів і 1400—2000 видів, серед яких клен, гіркокаштан, рамбутан та ліджи. Поширені в помірному і тропічному поясах.
Для України рідним є один рід, клен (Acer); інтродукованими є гіркокаштан (Aesculus), мильне дерево (Koelreuteria), жовторіг (Xanthoceras).
Багато представників родини з в'язким молочним соком, багато також містять середньотоксичні сапоніни, які мають милоподібні якості, у листі, насінні чи коренях. Найбільші роди — Serjania, Paullinia, Acer і Allophylus.
Роди переважно помірних широт, раніше поділені між родинами кленові (Aceraceae) (Acer, Dipteronia) і гіркокаштанові (Hippocastanaceae) (Aesculus, Billia, Handeliodendron), були включені до родини Sapindaceae за системою APG. Останні дослідження підтверджують віднесення цих таксонів до Sapindaceae.

## Морфологічна характеристика
Сапіндові — переважно дерева чи кущі (чи дерев'янисті ліани з вусиками у Cardiospermum і споріднених родів), рідко трав'янисті виткі рослини. Волоски зазвичай прості, часто залозисті на молодих частинах, бутонах і суцвіттях. Листки чергові, зазвичай без прилистків. Листкова пластинка периста чи пальчаста, рідше проста; листочки від чергових до супротивних, цілісні чи зубчасті до пилчастих. Суцвіття — верхівковий чи пазушний щиток; приквітки дрібні. Квітки одностатеві, рідше полігамні або двостатеві, актиноморфні або зигоморфні, зазвичай дрібні. Чашолистків 4 чи 5 (рідкісно 6), рівні чи нерівні, вільні чи зрощені біля основи. Пелюсток 4 чи 5 (рідкісно 6), іноді відсутні, вільні, зазвичай кігтисті. Тичинок 5–10(до 74), зазвичай 8, рідко численні, по-різному вставлені, але зазвичай усередині диска, часто виступають у чоловічих квітках. Плід — мішечна коробочка, ягода чи кістянка, чи складається з 2 або 3 крилаток. Насіння 1 (чи 2 або більше) на комірку. 2n = 20–36.

## Використання
Основне економічне використання цієї родини включає (1) деревину: деякі види клена й гіркокаштана, Amesiodendron chinense, Dimocarpus longan, D. confinis, Litchi chinensis, Pavieasia kwangsiensis та Pometia pinnata; (2) плоди: Dimocarpus longan, Litchi chinensis і Nephelium lappaceum; (3) медицина: Dimocarpus longan, Litchi chinensis і Sapindus saponaria; (4) олія: Amesiodendron chinense, Delavaya toxocarpa та Xanthoceras sorbifolium; (5) деякі види клена, Koelreuteria, Cardiospermum та Ungnadia, є популярними декоративними рослинами; (6) сапоніни, витягнуті з кістянок видів Sapindus, є ефективними поверхнево-активними речовинами та комерційно використовуються в косметиці та мийних засобах.